# Ciclisme als Jocs Olímpics d'estiu de 2016 - Keirin femení
La prova de keirin femení dels Jocs Olímpics de Rio de Janeiro 2016 es disputà el 13 d'agost al Velòdrom Olímpic de Rio.
La prova va ser guanyada per la neerlandesa Elis Ligtlee, seguida per la britànica Rebecca James i l'australiana Anna Meares en tercer lloc.

## Medallistes
| Or                 | Plata               | Bronze            |
| Elis Ligtlee (NED) | Rebecca James (GBR) | Anna Meares (AUS) |

## Primera Ronda
Les dues primeres ciclistes de cada sèrie es classifiquen per a la següent ronda
Sèrie 1
| Pos. | Ciclista                 | Temps  |
| ---- | ------------------------ | ------ |
| 1    | Kristina Vogel (GER)     | 11.209 |
| 2    | Anna Meares (AUS)        | +0.002 |
| 3    | Martha Bayona (COL)      | +0.066 |
| 4    | Anastassia Vóinova (RUS) | +0.186 |
| 5    | Gong Jinjie (CHN)        | +0.368 |
| 6    | Monique Sullivan (CAN)   | +0.411 |

Sèrie 2
| Pos. | Ciclista                  | Temps  |
| ---- | ------------------------- | ------ |
| 1    | Wai Sze Lee (HKG)         | 11.470 |
| 2    | Zhong Tianshi (CHN)       | +0.212 |
| 3    | Dària Xmeliova (RUS)      | +1.267 |
| 4    | Laurine van Riessen (NED) | +3.929 |
| 5    | Tania Calvo (ESP)         | DNF    |
| 6    | Virginie Cueff (FRA)      | DNF    |
| 7    | Olivia Podmore (NZL)      | DNF    |

Sèrie 3
| Pos. | Ciclista               | Temps  |
| ---- | ---------------------- | ------ |
| 1    | Rebecca James (GBR)    | 11.691 |
| 2    | Lee Hye-jin (KOR)      | +0.017 |
| 3    | Natasha Hansen (NZL)   | +0.018 |
| 4    | Helena Casas (ESP)     | +0.092 |
| 5    | Stephanie Morton (AUS) | +0.111 |
| 6    | Kate O'Brien (CAN)     | +0.244 |
| 7    | Miriam Welte (GER)     | +0.477 |

Sèrie 4
| Pos. | Ciclista                 | Temps  |
| ---- | ------------------------ | ------ |
| 1    | Elis Ligtlee (NED)       | 11.440 |
| 2    | Simona Krupeckaitė (LTU) | +0.010 |
| 3    | Lisandra Guerra (CUB)    | +0.100 |
| 4    | Olga Ismayilova (AZE)    | +0.256 |
| 5    | Shannon McCurley (IRL)   | +0.431 |
| 6    | Sandie Clair (FRA)       | +0.555 |
| 7    | Liubov Basova (UKR)      | REL    |

## Repesca
Les ciclistes no classificades tornen a competir. La millors de cada sèrie passa a la segona ronda.
| Pos. | Ciclista               | Temps  |
| ---- | ---------------------- | ------ |
| 1    | Martha Bayona (COL)    | 11.209 |
| 2    | Stephanie Morton (AUS) | +0.085 |
| 3    | Virginie Cueff (FRA)   | +0.144 |
| 4    | Olga Ismayilova (AZE)  | +0.145 |

| Pos. | Ciclista               | Temps  |
| ---- | ---------------------- | ------ |
| 1    | Liubov Basova (UKR)    | 11.647 |
| 2    | Dària Xmeliova (RUS)   | +0.116 |
| 3    | Helena Casas (ESP)     | +0.124 |
| 4    | Tania Calvo (ESP)      | +0.199 |
| 5    | Monique Sullivan (CAN) | +0.306 |

| Pos. | Ciclista                  | Temps  |
| ---- | ------------------------- | ------ |
| 1    | Laurine van Riessen (NED) | 11.293 |
| 2    | Natasha Hansen (NZL)      | +0.001 |
| 3    | Gong Jinjie (CHN)         | +0.129 |
| 4    | Sandie Clair (FRA)        | +0.800 |
| 5    | Miriam Welte (GER)        | +1.669 |

| Pos. | Ciclista                 | Temps  |
| ---- | ------------------------ | ------ |
| 1    | Anastassia Vóinova (RUS) | 11.155 |
| 2    | Kate O'Brien (CAN)       | +0.175 |
| 3    | Lisandra Guerra (CUB)    | +0.260 |
| 4    | Shannon McCurley (IRL)   | +0.268 |
| 5    | Olivia Podmore (NZL)     | +0.423 |

## Segona Ronda
Les tres millors de cada sèrie passen a la final.
| Pos. | Ciclista                 | Temps  |
| ---- | ------------------------ | ------ |
| 1    | Kristina Vogel (GER)     | 11.288 |
| 2    | Elis Ligtlee (NED)       | +0.398 |
| 3    | Anastassia Vóinova (RUS) | +0.533 |
| 4    | Lee Hye-jin (KOR)        | +1.046 |
| 5    | Zhong Tianshi (CHN)      | REL    |
| 6    | Martha Bayona (COL)      | DNF    |

| Pos. | Ciclista                  | Temps  |
| ---- | ------------------------- | ------ |
| 1    | Anna Meares (AUS)         | 11.135 |
| 2    | Rebecca James (GBR)       | +0.011 |
| 3    | Liubov Basova (UKR)       | +0.041 |
| 4    | Laurine van Riessen (NED) | +0.165 |
| 5    | Simona Krupeckaitė (LTU)  | +0.192 |
| 6    | Wai Sze Lee (HKG)         | DNF    |

## Finals
| Pos. | Ciclista                 | Temps  |
| ---- | ------------------------ | ------ |
| 1    | Elis Ligtlee (NED)       | 11.217 |
| 2    | Rebecca James (GBR)      | +0.033 |
| 3    | Anna Meares (AUS)        | +0.038 |
| 4    | Anastassia Vóinova (RUS) | +0.111 |
| 5    | Liubov Basova (UKR)      | +0.152 |
| 6    | Kristina Vogel (GER)     | +0.163 |

| Pos. | Ciclista                  | Temps  |
| ---- | ------------------------- | ------ |
| 7    | Wai Sze Lee (HKG)         | 11.407 |
| 8    | Lee Hye-jin (KOR)         | +0.059 |
| 9    | Laurine van Riessen (NED) | +0.140 |
| 10   | Martha Bayona (COL)       | +0.220 |
| 11   | Zhong Tianshi (CHN)       | +0.445 |
| 12   | Simona Krupeckaitė (LTU)  | +0.464 |